# Serhi Bazyliev
Serhi Bazyliev –en ucraniano, Сергій Базилєв– (30 de junio de 1982) es un deportista ucraniano que compitió en remo. Ganó una medalla de plata en el Campeonato Europeo de Remo de 2009, en la prueba de ocho con timonel.

## Palmarés internacional
| Campeonato Europeo | Campeonato Europeo  | Campeonato Europeo | Campeonato Europeo |
| Año                | Lugar               | Medalla            | Prueba             |
| ------------------ | ------------------- | ------------------ | ------------------ |
| 2009               | Brest (Bielorrusia) | Medalla de plata   | Ocho con timonel   |